# Maavesi (sjö)
Maavesi är en sjö i Finland. Den ligger i kommunen Pieksämäki i landskapet Södra Savolax, i den södra delen av landet, 260 km nordost om huvudstaden Helsingfors. Maavesi ligger 99 meter över havet. Den är 26,8 meter djup. Arean är 32,71 kvadratkilometer och strandlinjen är 147,12 kilometer lång. Sjön  ingår i Vuoksens huvudavrinningsområde. 